# Museum Tongerlohuys

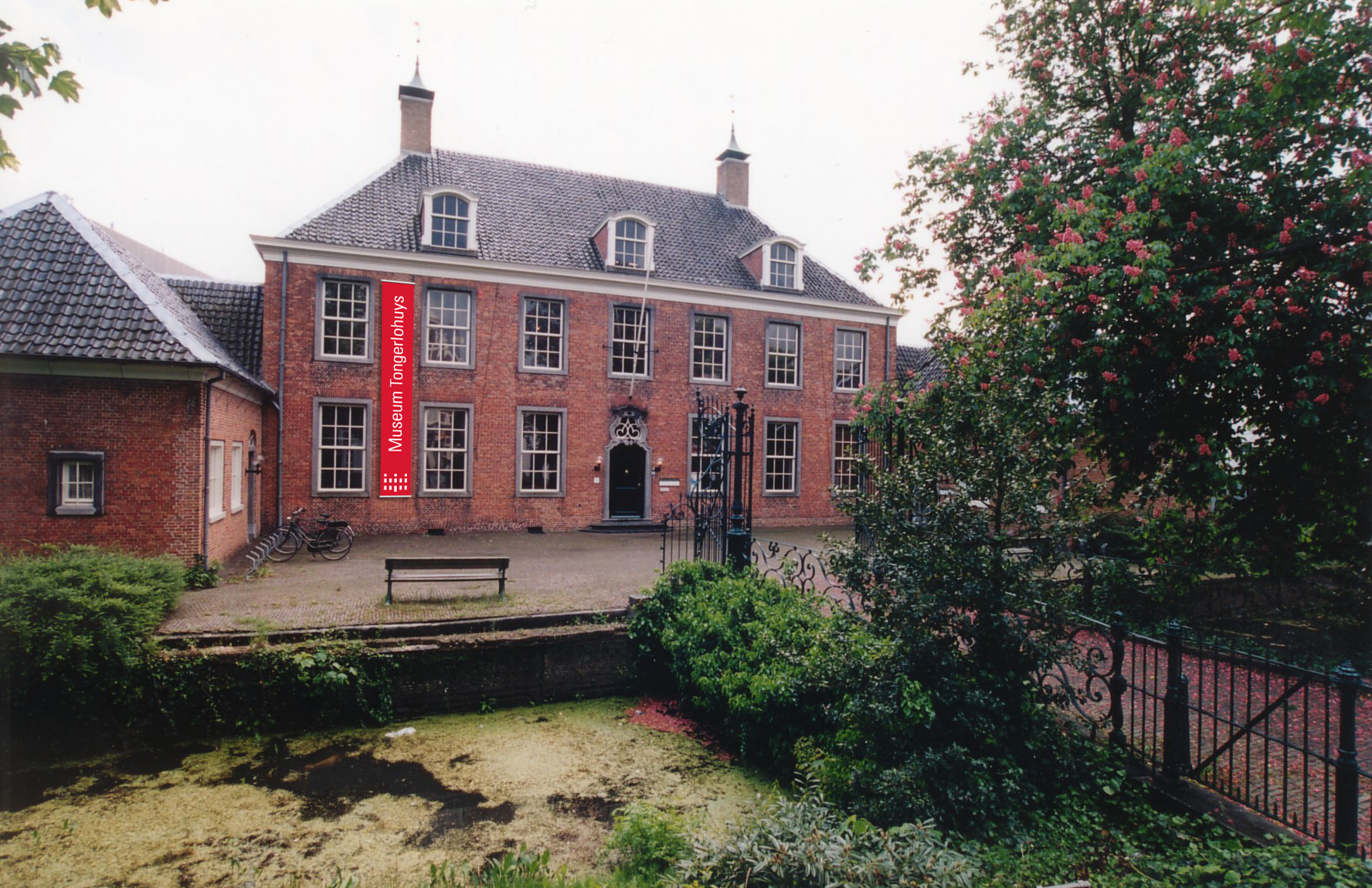
Tongerlohuys

Het Museum Tongerlohuys is een erfgoedcentrum in de Noord-Brabantse stad Roosendaal, gevestigd in het Tongerlohuys in de Kerkstraat 1.
Hier wordt het 'Verhaal van Roosendaal' verteld aan de hand van vijf figuren (het Liga-meisje, meneer pastoor, de conducteur, de burgemeester en een wisselende figuur), die het verleden met het heden verbinden. Naast de vaste collectie worden wisselende tentoonstellingen georganiseerd, onder meer van hedendaagse kunst. In de tuin worden beelden tentoongesteld. Het museum is geïntegreerd met de schouwburg.  

## Geschiedenis
Nadat in 1932 de Oudheidkundige Kring "De Ghulden Roos" was opgericht, werd een collectie opgebouwd die vanaf 1936 werd tentoongesteld in een ruimte van het voormalige Raadhuis van Roosendaal. De oudheidkamer kreeg de naam Museum "De Ghulden Roos"'. In 1974 werd het museum overgeplaatst naar het Tongerlohuys. Nadat in 1991 het in de linkervleugel gevestigde Gemeentearchief verhuisde, werd ook deze vleugel bij het museum betrokken. In de rechtervleugel bevond zich een expositieruimte van Int Heyderadey, een stichting tot bevordering van de kunst. In 2006 gingen Museum De Ghulden Roos en Stichting Int Heyderadey samen om Museum Tongerlohuys te vormen. Sinds maart 2016 maken het museum en het gratis toegankelijke Historisch InformatiePunt (HIP) deel uit van het nieuwe erfgoedcentrum Tongerlohuys.

## Collectie
De collectie van het erfgoedcentrum bevat voorwerpen die betrekking hebben op de geschiedenis van Roosendaal: 
- Archeologische vondsten,
- Voorwerpen aangaande de turfwinning,
- Devotionalia en religieuze kunst,
- Voorwerpen aangaande het verenigingsleven, zoals van de Trommelaeren van Roesendaele,
- Een collectie poffers en Brabantse mutsen,
- Voorwerpen betreffende de Roosendaalse industrie en spoorwegen,
- Huiselijk leven omstreeks 1910
- Diverse voorwerpen, waaronder antieke fietsen